# Ваио (село)
Ваио (груз. ვაიო) — село в Грузии, на территории Кедского муниципалитета Аджарии.

## География
Село находится в юго-западной части Грузии, на левом берегу реки Аджарисцкали, на расстоянии приблизительно 2 километров (по прямой) к северо-востоку от посёлка городского типа Кеда, административного центра муниципалитета. Абсолютная высота — 350 метров над уровнем моря.

## Население
По результатам официальной переписи населения 2014 года, в Ваио проживало 409 человек (202 мужчины и 207 женщин).
| Год  | Население, человек |
| ---- | ------------------ |
| 2002 | 505                |
| 2014 | ↘ 409              |